# Ненад Лалатович
Ненад Лалатович (серб. Nenad Lalatović / Ненад Лалатовић, нар. 22 грудня 1977, Белград) — сербський футболіст, що грав на позиції захисника. По завершенні ігрової кар'єри — футбольний тренер.

## Клубна кар'єра
Народився 22 грудня 1977 року в місті Белград. Його дід, Мірко Лалатович, був льотчиком королівських ПС Югославії і загинув під час Другої світової війни. Вихованець футбольної школи клубу «Црвена Звезда» з рідного міста. Дорослу футбольну кар'єру розпочав 1995 року в основній команді того ж клубу, в якій провів вісім сезонів, взявши участь у 87 матчах чемпіонату. Також протягом цього часу він здавався в оренду в коуби ОФК (Белград), «Раднички» (Крагуєваць) та «Міліціонар».
Під час зимової перерви в сезоні 2002/03 він перейшов в клуб української Вищої ліги «Шахтар», контракт був підписаний на три з половиною роки. До кінця сезону 2002/03 серб зіграв за «гірників» 10 матчів у чемпіонаті, проте часто помилявся, зокрема в матчі проти «Волині» помилки Лалатовича призвели до поразки донеччан 1:3. Саме цей матч в результаті коштував гірникам золотих медалей. Через це втратив місце в першій команді з наступного сезону став виступати за дубль у Першій лізі, а на початку 2004 року перейшов на правах оренди в німецький «Вольфсбург», але також так і не зіграв за основу жодного матчу, виступаючи лише за другу команду.
Влітку 2004 року після повернення в «Шахтар» знову був включений в заявку першої команди, проте за наступний сезон зіграв лише у 4 матчах чемпіонату, хоча й дебютував з клубом у єврокубках.
29 жовтня 2005 року Лалатович, який знову того сезону не грав за першу команду, у поєдинку в складі «Шахтаря-2» проти клубу Першої ліги луганської «Зорі» після одного з ігрових моментів був незадоволений, що головний арбітр зустрічі Сергій Даньковський і один з його помічників зафіксували порушення правил з боку серба. Балканець вдарив в обличчя арбітра, за що і отримав відразу червону картку. Після цього арбітр відвернувся від захисника і Лалатович на шляху до роздягальні вдарив його ще й ногою. За це сербський захисник був дискваліфікований на рік, а так як його особистий контракт з «Шахтарем» закінчувався через вісім місяців, вже під час зимового міжсезоння 2005/06 він покинув «Шахтар» і повернувся до Сербії, приєднавшись до «Земуна».
Влітку 2006 року Ненад перейшов в інший клуб сербської Суперліги, ОФК (Белград), де грав в сезоні 2006/07, після чого завершив професійну кар'єру у віці 29 років.

## Виступи за збірну
13 грудня 2000 року він зіграв єдиний матч за збірної СР Югославії проти Греції, суперники розійшлися внічию 1:1.

## Кар'єра тренера
Після виходу у відставку він почав тренерську кар'єру, очоливши тренерський штаб клубу «Срем».
В подальшому очолював сербські команди «Пролетер», «Вождовац», «Напредак» (Крушевац), «Црвена Звезда» та «Борац» (Чачак), проте в жодній з них надовго не затримувався.
11 листопада 2015 року Лалатович був призначений головним тренером «Воєводини», з якою в тому сезоні зайняв четверте місце і вийшов в єврокубки, після чого контракт було продовжено ще на рік.

## Досягнення
Гравець
- Чемпіон Югославії: 1999/2000, 2000/01
- Володар Кубка Югославії: 1998/99, 1999/2000
- Чемпіон України: 2004/05
- Володар Кубка України: 2003/04
- Володар Суперкубка України: 2005

Тренер
- Володар Кубок Сербії: 2019/20